# Universidad de Bohemia Occidental
La Universidad de Bohemia Occidental (en checo Západočeská univerzita v Plzni y en latín Universitas Bohemiae occidentalis), fue fundada en 1991, es una universidad pública ubicada en la ciudad de Pilsen, República Checa.

## Historia
La fundación de la ciudad fue precedida por dos instituciones de educación superior para adultos: la Escuela de Educación Superior de Mecánica y Electrotécnica y la Facultad de Pedagogía de Pilsen. 
La Escuela de Educación Superior de Mecánica y Electrotécnica fue fundada en 1949 como una filial de la Universidad Técnica Checa en Praga y fue la base para que el 27 de junio de 1950 se separara y se constituyera en una facultad dirigida por un Decano con un Consejo de Facultad, posteriormente el 1 de octubre de 1953, se establece como una Escuela de Educación Superior bajo la dirección de un Recctor.  
En 1960 se dividió en dos facultades: Facultad de Ingeniería Mecánica y Facultad de Ingeniería Eléctrica y en 1990 se fundan la Facultad de Ciencias Aplicadas y la Facultad de Economía.
En 1948 se fundó la Facultad de Pedagogía como una filial de la Universidad Carolina de Praga. Desde 1953 era solo una Escuela Superior de Pedagogía, desde 1959 se denominó Instituto Pedagógico y desde 1964 se transformó en una Facultad Pedagógica independiente. 
El 28 de septiembre de 1991, según Ley Núm. 314/1991 Coll. se crea la institución de educación superior con el nombre de "Západočeská Univerzita" o Universidad de Bohemia Occidental. Oficialmente estaba formada por 5 facultades: la Facultad de Ciencias Aplicadas, la Facultad de Economía, la Facultad de Ingeniería Eléctrica, la Facultad de Pedagogía y la Facultad de Ingeniería Mecánica.
En 1973 se aprobaron los planes de construcción de nuevos edificios para las facultades en una área denominada el "Triángulo Verde de Bory". En 1992–1993, la Facultad de Ciencias Aplicadas y la Facultad de Ingeniería Mecánica se mudaron del centro de la ciudad al nuevo campus universitario.
En 1993 se creó la Facultad de Derecho y en 1999 la Facultad de Humanidades que pasó a denominarse Facultad de Filosofía cuando era Decano de dicha facultad Ivo T. Budil en 2005.
En 2004 el Instituto de Arte y Diseño fue creado como un Instituto Independiente de Educación Superior que se transformó en la Facultad de Arte y Diseño en 2013. 
En 2008 se creó la Facultad de Salud.

## Información académica
La Universidad de Bohemia Occidental ofrece diversos programas de estudios que se pueden realizar en idioma checo y en idioma inglés (estudios que son pagados).
Los estudios permiten obtener:
- Grado
- Máster
- Doctorado

### Organización

#### Facultad de Ciencias Aplicadas
Se integran bien los conocimientos de Ingeniería y los de las Ciencias Naturales. Tiene seis Cátedras: Física, Geomática, Mecánica, Matemáticas, Cibernética y Tecnologías de la Informática.

#### Facultad de Economía
Cátedras: Economía y Método Cuantitativo; Gerencia Empresarial; Contabilidad y Finanzas; Geografía y Marketing, Comercio y Servicios.